# Neodon sikimensis
Neodon sikimensis is een zoogdier uit de familie van de Cricetidae. De wetenschappelijke naam van de soort werd voor het eerst geldig gepubliceerd door Horsfield in 1841.